# Schwarzlsee
Der Schwarzlsee ist ein kostenpflichtig zugänglicher Grundwassersee in Premstätten in der Steiermark (Österreich), im flachen Grazer Feld etwa 12 km südlich der Landeshauptstadt Graz. Rund um den Badeteich ist ein vielfältiges Freizeitangebot mit Schwerpunkt Schwimmen und Wassersport entstanden.

## Beschreibung
Der 56 ha große und bis 12 m tiefe See gliedert sich in den etwas größeren Süd- und den Nordsee, ehemals eigenständige Baggerseen für Schotter, zwischen denen ein schmaler Landstreifen lag. Durch Ausbaggern eines etwa 2 m tiefen und 10 m breiten Gewässers wurden die zwei Baggerseen schiffbar verbunden. Die zwei Landzungen, die die Ufer bilden, wurden mit einer Hängebrücke mit 2 Pylonen (vulgo Golden Gate Bridge) für Fußgänger, Radfahrer und Inline-Skater überbrückt. Die Aufwölbung der Brückenfahrbahn erlaubt kleinen Segelbooten samt Mast das Passieren.
Nördlich des Schwarzlsees schließt ein bereits mit Ganzjahreshäusern umbauter Baggersee an, nochmals nördlich der mit weniger großen Bauten umgebene Samitzteich. Zwei kleinere stillliegende Baggerseen liegen noch nordwestlich der Mitterstraße.
Westlich des Schwarzlsees liegt ein Anschluss zur Pyhrnautobahn A9 und in einer Einbuchtung des Schwarzlsee-Geländes ein Posten der Autobahnpolizei mit kleinem Vollanschluss samt Brücke.
Der Schwarzlsee und die zwei nördlich anschließenden Seen bilden zusammen mit dem fast 4 km langen Flughafengelände einen großen „Häuserblock“, um den alle Wege nur rundum führen. Vom Nordosten – von Graz – führt die Mitterstraße zur Straße an der Westseite außerhalb des Schwarzlsees. Ein Autobahnvollanschluss liegt am Südwesteck des Seegeländes, eine Autobahnauffahrt am Nordwesteck, wo die Mitterstraße die Autobahn über eine Brücke quert.

## Geschichte
Entstanden sind beide Teile des Schwarzlsees durch den tief ins Grundwasser hineinreichenden Schotterabbau der Baufirma Schwarzl Beton. 1984 wurde das 140 ha Fläche umfassende Freizeitzentrum als Nachnutzung des Schottertagebaus eröffnet. Es beherbergt neben dem See zum Baden, Sporteln und Nachtfischen die sogenannte „Steiermark-Halle“ und die „Daviscup-Halle“, in der wiederholt der Tenniswettbewerb Davis-Cup gespielt wurde. Beide Hallen werden für Veranstaltungen genutzt und wurden um 2015 zu verschiedenen Zeiten als Massenquartier für Flüchtlinge eingerichtet.
Der See weist rundum Uferböschungen auf, die als Liegewiesen dienen, und ist synonymer Kern des Schwarzl-Freizeitzentrums (SFZ) und privat betriebenes, eingezäuntes Naherholungsgebiet für den Großraum Graz. Es werden Möglichkeiten zum Ausüben von Wassersportarten angeboten, unter anderem das Wasserskifahren und Wakeboarden an einer Wasserski-Liftanlage mit Rampen.
Im Wald östlich des Campingplatzes wurde um 2008 ein Mountainbike-Parcours mit „Bike-Ranch“ betrieben. Später gab es hier bis 2019 einen Paintball-Park.
Auf einem Freigelände und der Seebühne fanden Musikfestivals statt.
Zum Schwarzlsee-Gelände gehört nordöstlich des Südsees ein Ganzjahrescampingplatz, der von Dauercampern mit Wohnwagen belegt ist. Zusätzlich gibt es auch einen Campingplatz für Tagescamper. Neben Sommergastronomie gibt es am Südosteck des Sees ein Ganzjahresrestaurant.
Der Ost- und auch der schmale Nordstrand des Nordsees wird zum Nacktbaden (FKK) genutzt, im Westen gibt es eine Surf- und Segelschule.
Am Südsee liegen – getrennt – Balanciergeräte, ein Kinderspielplatz und ein Kletterturm.
Ein Teil des Schwarzlseegeländes war im Jahr 2000 Ort der Internationalen Gartenschau (IGS), wofür auch ein stählerner Aussichtsturm errichtet wurde. Der etwa 30 m hohe Turm ist seitdem geschlossen.
Auf einem Teil des Gartenschau-Areals entstand der Österreichische Skulpturenpark, der nun zum Universalmuseum Joanneum gehört, mit separatem Eingang. Dieser Park ist durch einen Wall als Sicht- und Lärmschutz abgetrennt und hat einen eigenen Eingang neben der Haupteinfahrt im Süden des Schwarzlseegeländes und einen kleinen separierten Parkplatz. Ein goldfärbig gestrichener Eisenbahn-Tankwagen steht außerhalb des Parks als Landmarke an der Straßeneinmündung zu Haupteinfahrt zu See und Park.
Ab dem Sommer 2020 bot die Holding Graz jährlich als kostenloses Service einen Shuttlebus mit 25 Minuten Fahrzeit ab Graz, Jakominiplatz an. Dieses Service wurde 2022 eingestellt.

## Eigentümer
Die Schwarzl Unternehmensgruppe hat samt 4 Beteiligungen 12 Standorte in der Steiermark und 2 in Kroatien und gehört ihrerseits zur Porr AG. 1 km südlich des Schwarzlsees ist ein Schotterabbau und ein Betonwerk weiterhin in Betrieb, sowie die Verwaltung der Schwarzl-Gruppe. Das Freizeitzentrum wird seit 2008 von der Leutgeb Entertainment Group als Pächter betrieben.